# Congestus
Congestus (česky mohutný, zkratka con) je jeden z oblačných tvarů. Může se vyskytovat u oblaku cumulus.

## Vzhled
Cumulus congestus je bílý, nadýchaný, ostře ohraničený oblak značných rozměrů. Jeho horní část mívá tvar květáku.

## Vznik
Cumulus je oblak vznikající termickou konvekcí. Tvar congestus vzniká při rychlosti termického stoupavého proudu 7 m·s−1 a vyšší. Někdy z něho mohou vypadávat srážky ve formě přeháněk.